# 小阪すみれ
小阪 すみれ（こさか すみれ、1982年7月15日 - ）は、日本の元AV女優。
長野県出身。血液型:A型。身長:167cm。スリーサイズ:B90・W62・H87。

## 略歴・人物
2005年にAVデビュー。

## 出演作品

### アダルトビデオ
2005年
- 萌えあがる募集若妻 淫らに狂いだす身売り若妻 37 すみれさん（12月22日、プレステージ）

2006年
- 素人鬼畜生姦 罰十六（1月20日、プレステージ）
- ザ・カメラテスト コリコリ乳首の美巨乳娘 テストなのにそんな奥まで挿れないで下さい!（1月31日、アテナ映像）他出演:柚木まこと、田岡輝美、桃井りか、如月サナ
- 素人生汁娘 東京サポ 8 Kさん（2月1日、プレステージ）
- 達磨アクメ 四（2月4日、ベイビーエンターテイメント）他出演:雨宮せつな
- 家庭教師はガマンできない 21（2月18日、クリスタル映像）他出演:星野なつ、吉岡ハルナ、浅川アンナ、相原みく、遠山若菜 ※「小沢すみれ」名義
- 男をカイ漁るキャリアOL（3月1日、プレステージ）
- 淫らなお姉さんは好きですか 17（3月4日、クリスタル映像）他出演:柴田ゆな、浅野美鈴、速水怜、平山ここ、桜井とも美
- 人妻密会デート（3月18日、プレステージ）
- セレブリティ 2（3月20日、イマージュ）他出演:神崎美樹、小雪
- スーパーヒロイン絶対絶命〔ママ〕!! Vol.02 ハイパーエージェント スミレ（3月24日、GIGA）
- エレベーター痴漢 3（4月6日、ナチュラルハイ）他出演:小峰由衣、上原まどか ほか
- 癒しの妻 7（4月7日、桃太郎映像出版）
- 美人OL 美尻の秘尻 09（4月12日、プレステージ）
- ボディHEAT 5（4月22日、クリスタル映像）他出演:池田こずえ、及川ひな多、三矢久美、山口まゆ、オダギリマイ
- 巨乳3人（4月25日、YeLLOW）共演:葉山くみこ、林マリア
- うつ病熟女 現実逃避行 2（4月26日、IRJA）※「小坂すみれ」名義
- 泌尿器科 女医診察隠し撮り（5月13日、ラハイナ東海）オムニバス作品
- くノ一戦国美勇伝（5月19日、笠倉出版社）共演:水嶋マリア、笠木あやか、小倉みなみ、あいな唯
- 浴衣艶女 〜ゆかたあでーじょ〜（7月21日、笠倉出版社）他出演:水嶋マリア、小倉みなみ、あいな唯、笠木あやか